# Ложный баланс

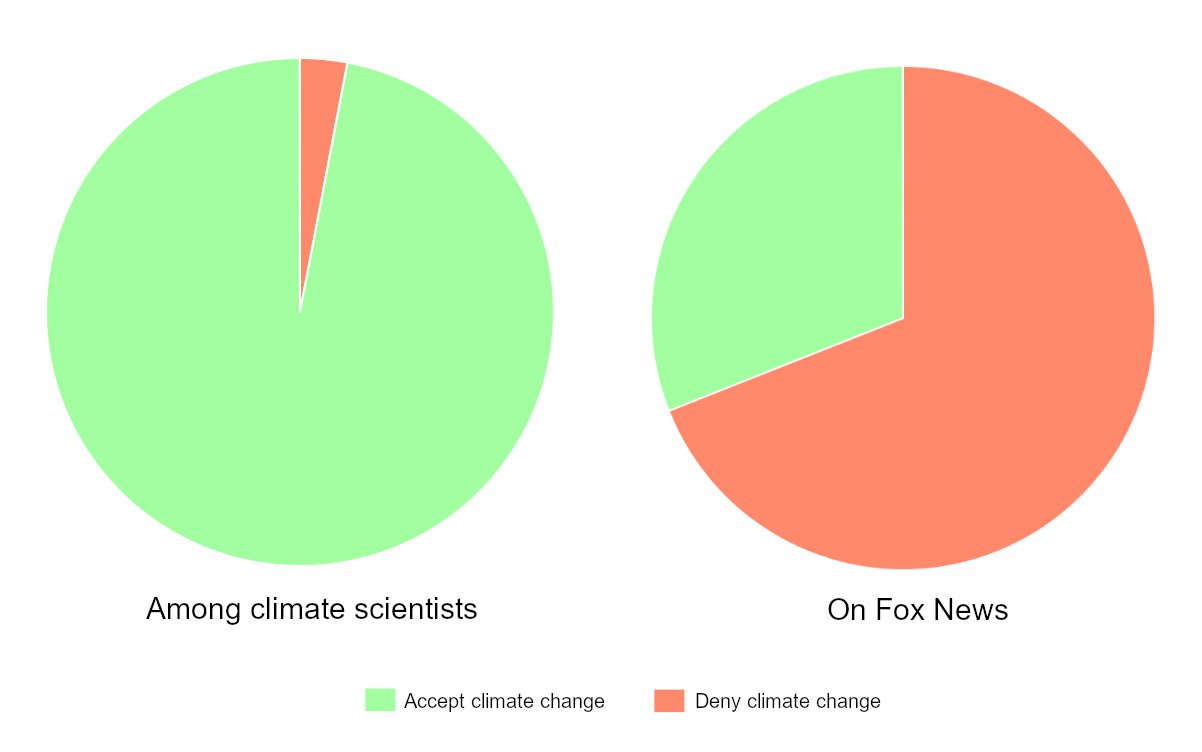
В 2013 году 97 % опрошенных учёных-климатологов считали, что глобальное потепление происходит, 3 % — отрицали его, тогда как среди гостей Fox News отрицателей было 69 %.

Ло́жный бала́нс (англ. False balance, bothsidesism) — предвзятость СМИ, при которой журналисты представляют проблему как более сбалансированную между противоположными точками зрения, чем есть на самом деле и подтверждается доказательствами. СМИ могут представлять доказательства и аргументы, несоизмеримые с фактическими доказательствами для каждой из сторон, или могут не указывать информацию, в которой заявления одной из сторон были бы необоснованными. Ложный баланс был назван основной причиной распространения ложной информации.
Иногда ложный баланс может быть вызван теми же причинами, что и сенсационализм, когда продюсеры и редакторы предполагают, что история, представленная как спорная дискуссия, будет более коммерчески успешной, чем более точное изложение проблемы. В отличие от большинства других предубеждений в СМИ, ложный баланс может быть вызван попыткой избежать предвзятости; продюсеры и редакторы могут смешивать понятие справедливого отношения к противоположным точкам зрения, то есть пропорционально их фактическим достоинствам и значимости, с равным отношением к ним, предоставляя равные возможности для изложения взглядов, даже если заранее известно, что эти взгляды основаны на ложной информации.
Примерами ложного баланса в научной журналистике являются темы антропогенного и естественного изменения климата, предполагаемая связь между вакцинацией и аутизмом и эволюционная теория в сравнении с разумным замыслом.

## Примеры

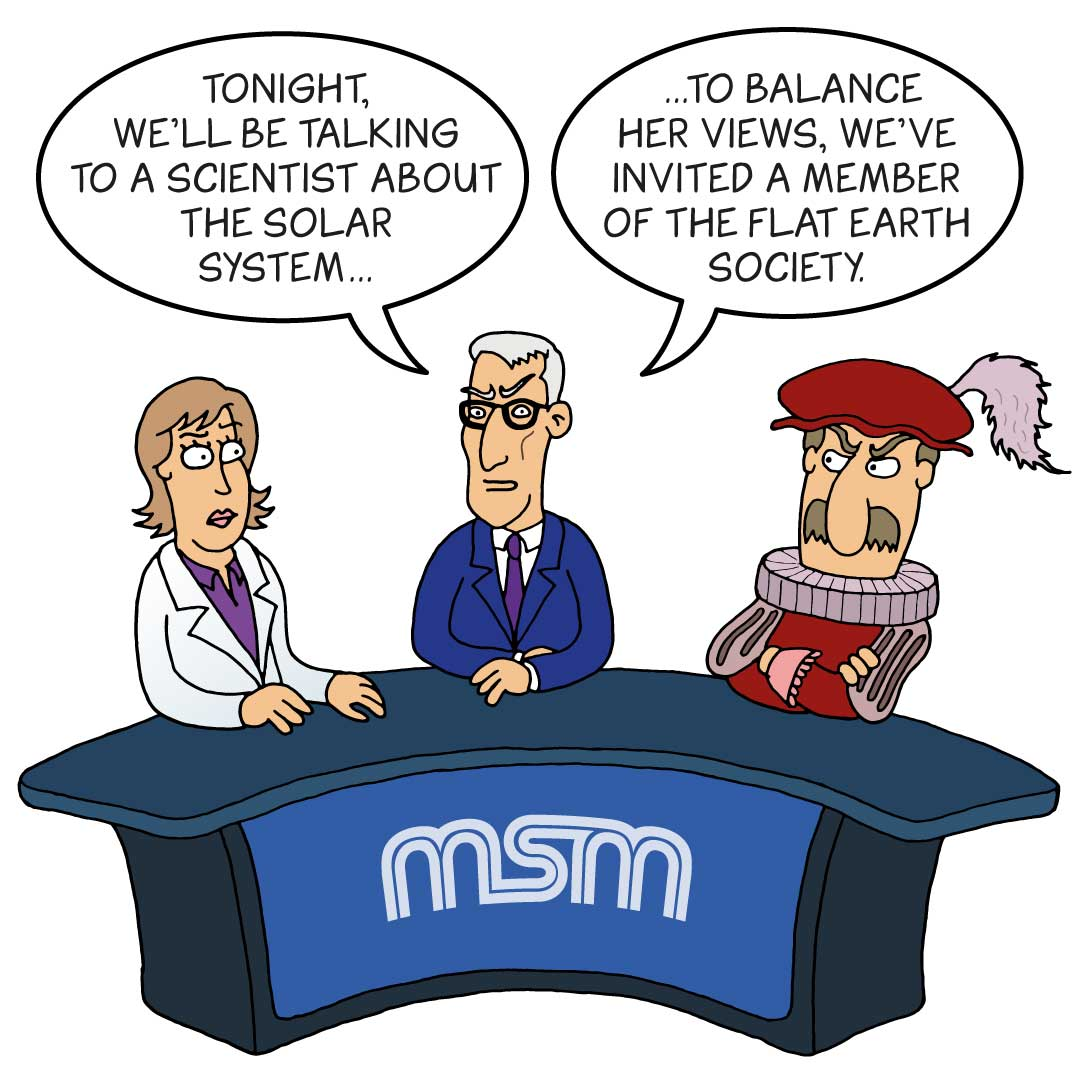
Ложный баланс в СМИ, Джон Кук, Skeptical Science: «В сегодняшнем вечернем эфире мы побеседуем с учёным о Солнечной системе… Чтобы сбалансировать её взгляды, мы пригласили члена Общества плоской Земли»

### Изменение климата
Частным примером ложного баланса являются дебаты о глобальном потеплении: хотя научное сообщество почти единодушно связывает глобальное потепление с последствиями промышленной революции, есть очень небольшое число учёных, которые оспаривают это заключение. Предоставление равного голоса учёным с обеих сторон создаёт впечатление, что в научном сообществе существуют серьёзные разногласия, хотя на самом деле в отношении антропогенного фактора сообщество фактически единогласно.

### Связь вакцины MMR и аутизма
Наблюдатели подвергли критике участие средств массовой информации в споре, известном как «наука через пресс-конференцию», утверждая, что СМИ предоставили исследованию Эндрю Уэйкфилда больше внимания, чем оно того заслуживало. В опубликованной в марте 2007 года статье в BMC Public Health авторства Шоны Хилтон, Марка Петтикрю и Кейт Хант сообщается, что сообщения СМИ об исследовании Уэйкфилда «создали обманчивое впечатление, что доказательства связи вакцины MMR с аутизмом столь же существенны, как и доказательства против». В более ранних статьях в журнале Communication in Medicine и Британском медицинском журнале был сделан вывод о том, что сообщения СМИ создают неверную картину уровня поддержки гипотезы Уэйкфилда.